# Гренадерский лейб-гвардии полк
Лейб-гва́рдии Гренаде́рский полк — гвардейский пехотный полк русской армии. Полковые праздники — 13 апреля, 18 декабря.

## История
Лейб-гвардии Гренадерский полк был сформирован в 1756 году. Он неоднократно отличался воинской дисциплиной и храбростью. Так, в Семилетней войне в 1759 году сражении при Кунерсдорфе храбрая атака полка (который тогда назывался 1-м гренадерским) решила исход боя, а в 1760 году полк был первым, кто занял предместья Берлина после кровопролитного штурма. Отличился полк и в русско-турецких войнах. Не случайно первым кавалером ордена Святого Георгия Победоносца стал офицер полка подполковник Ф. И. Фабрициан, получивший высокую 3-ю степень ордена за взятие города Галац 15 ноября 1769 года. Вскоре георгиевскими кавалерами 3-й степени стали бригадир С. П. Озеров, под командованием которого полк внёс решающий вклад в победу при Кагуле 21 июля 1770 года, и батальонный командир полковник граф С. Р. Воронцов (ставший впоследствии известным дипломатом). В наполеоновских войнах лейб-гренадеры участвовали во многих битвах и вошли в Париж в составе русской армии. В русско-турецкую войну 1877—1878 гг. полк сыграл решающую роль в сражении при Горном Дубняке 12 октября 1877 года. Особо отличился командир полка полковник Ю. В. Любовицкий, который, будучи дважды ранен, не покинул строй и подавал сигнал к атаке, взяв барабан у погибшего сигнальщика.
Полк располагался в Петровских казармах, построенных в 1811 году по проекту Луиджи Руска на Большой Невке. В них на втором этаже в южной части офицерского корпуса находилась полковая церковь мученика Севастиана. Через пять лет она получила название во имя священномученика Артемона Лаодикийского и преподобного Максима Проповедника; в день их памяти (13 апреля по старому стилю) в 1813 полк стал гвардейским.
- 30 марта 1756 года — 1-й Гренадерский полк в составе двух батальонов по пять рот с артиллерийской командой сформирован графом П. А. Румянцевым по повелению императрицы Елизаветы из третьих гренадерских рот Киевского, Казанского, Нижегородского, Черниговского, Суздальского, Углицкого, Муромского, Кексгольмского, Архангелогородского и Вологодского пехотных полков.
- 1756—1763 годы — участвовал в Семилетней войне.
- 19 августа 1757 года — участвовал в сражении при Гросс-Егерсдорфе.
- 1758 год — отличился в сражении при Цорндорфе при отражении атаки авангарда противника.
- 1759 — Сражение при Кунерсдорфе. Атака полка решила исход сражения.
- 26 сентября 1760 года — полк первым из русских частей вошёл в Берлин, за что был пожалован двумя серебряными трубами.
- 13 марта 1762 года — переформирован в три отдельных гренадерских батальона.
- 5 июля 1762 года — приведён в первоначальный состав.
- 14 январь 1763 года — переформирован в три батальона четырёхротного состава.
- 1769—1774 годы — участвовал в Первой турецкой войне.
- 1769 год — отличился при Хотине.
- 8 декабря 1769 года — подполковник Фёдор Иванович Фабрициан стал первым Георгиевским кавалером, получившим эту награду за подвиг.
- 21 июля 1770 года — полк отличился при Кагуле (в критический момент сражения, находясь в каре генерала Олица, мощной штыковой контратакой спас положение русских войск).
- 1773 год — отличился при Силистрии.
- 10 июля 1775 года — переименован в Лейб-гренадерский полк «в честь и уважение к пехоте армии Российской», и императрица Екатерина II приняла на себя звание его полковника, став шефом полка.
- 10 апреля 1786 года — переформирован в четыре батальона четырёхротного состава без артиллерийской команды.
- 1788—1790 годы — участвовал в русско-шведской войне.
- 5 августа 1795 года — сформирован запасной батальон четырёхротного состава.
- 7 ноября 1796 года — после смерти Екатерины II император Павел I принял на себя звание шефа полка.
- 8 ноября 1796 года — запасной батальон расформирован.
- Служащий полка Стариченко Д. М., 1914 г.15 апреля 1797 года — вновь учреждена полковая артиллерия.
- 1 ноября 1798 года — переформирован в два батальона по пять фузилёрных рот в каждом с двумя гренадерскими флигель-ротами. Все чины, оставшиеся сверх комплекта, переведены на пополнение полков Оренбургской инспекции.
- 1800 год — полковая артиллерия расформирована.

Славься лаврами покрытый,

Древний боевой,

Славься ныне именитый

Славься полк наш родной!

Ты хранил отцов заветы,

Помнил честь и долг

Славься сын Елизаветы,

Славься храбрый полк.
Встречи в боях

Страшился с ним враг.

Ты в тяжелые годины

Первым в битвах был.

Славься полк Екатерины,

Полк могучих сил!

Славься древний боевой,

Славься лаврами покрытый,

Славься полк наш родной!
Гордо славные знамёна

Реют над тобой.

Славься полк, защитник трона

И земли своей родной.

Ореол победных зарев –

Честный твой венец.

Славься ратарь государев,

Доблестный боец.
Встречи в боях…
И ведём мы след кровавый

В битвах за собой;

Пусть немного нас осталось,

Мы не дрогнём душой.

«И инако гренадерам

Невозможно быть»

Аксельбант нас призывает

Пасть иль победить.
Где не пройдём,

Там ляжем, умрём.

Ты в тяжелые годины

Первым в битвах был.

Славься полк Екатерины,

Полк могучих сил!

Славься древний боевой,

Славься лаврами покрытый,

Славься полк наш родной!
…
- 30 апреля 1802 года — переформирован в три батальона четырёхротного состава.
- 16 мая 1803 года — выделил на формирование Петровского мушкетёрского полка пятую гренадерскую роту.
- 20 ноября 1805 года — участвовал в сражении при Аустерлице.
- 14 июня 1807 года — участвовал в сражении при Фридланде.
- 1808—1809 годы — участвовал в русско-шведской войне.
- 1812 год — участвовал в Отечественной войне в составе 1-й Западной армии (Бородино, Красный, Клястицы, Полоцк, Борисов).
- 7 августа 1812 года — в сражении у Валутиной Горы 1-й и 3-й батальоны полка в течение целого дня сдерживали противника.
- 26 августа 1812 года — участвовал в Бородинском сражении, где защищал Утицкий курган, отбив все атаки Понятовского.
- Сентябрь 1812 года — на пополнение полка поступило 120 ратников.
- 1813 год — участвовал в сражениях под Лютценом, Бауценом, Дрезденом, Кульмом, Лейпцигом.
- 13 апреля 1813 года — за храбрость и мужество, оказанные в Отечественную войну, Лейб-гренадерский полк причислен к составу Молодой гвардии (с преимуществом обер-офицеров против армейских полков в один чин) и назван Лейб-гвардии Гренадерским полком. Пожалованы три цветных георгиевских знамени.
- 1814 год — участвовал во взятии Парижа.
- 15 декабря 1815 года — высочайше установлен новый полковой праздник, 13 апреля, в память дня причисления к полкам гвардии.
- 14 декабря 1825 года — часть 2-го батальона с двумя офицерами (А. Н. Сутгоф и Н. А. Панов) примкнула к восставшим на Сенатской площади.
- 1826 год — участвовал в русско-персидской войне.
- 1828—1829 годы — участвовал в русско-турецкой войне.
- 1830—1831 годы — участвовал в подавлении бунта (восстания) в Польше.
- 6 декабря 1831 года — полк отличился при штурме Варшавы, за что ему были пожалованы права Старой гвардии.
- 17 сентября 1854 года — по случаю выступления в поход в Виленскую губернию из 4-го действующего, 5-го и 6-го резервных сформирован Лейб-гвардии резервный Гренадерский полк.
- 1855 год — при каждом батальоне сформирована стрелковая рота.
- 27 марта 1856 года — выделена сводная стрелковая рота на формирование лейб-гвардии 2-го стрелкового батальона.
- 1 октября 1856 года — лейб-гвардии резервный Гренадерский полк расформирован, личный состав пошёл на пополнение лейб-гвардии Гренадерского полка.
- 1863—1864 годы — участвовал в Польском походе.
- 1877—1878 годы — участвовал в русско-турецкой войне.
- 12 октября 1877 года — отличился под Горным Дубняком (с огромными потерями овладел передовым редутом, а затем первым ворвался в большой редут).
- 1914—1918 годы — участвовал в Первой мировой войне на Германском фронте. Активный участник Красноставского сражения в июле 1915 г., в ходе которого у дер. Крупец противостоял многократно превосходящим силам германской гвардии[3][4][5]. Сражался в Люблин-Холмском сражении в том же месяце[6][7]. Активно действовал в Виленской операции в августе-сентябре 1915 г.[8][9] и на Стоходе в июле 1916 г.[10]
- 18 июля 1914 года — сформирован запасной батальон, оставшийся в пункте дислокации для подготовки пополнений действующего полка.
- 9 мая 1917 года — запасной батальон развёрнут в Гвардии Гренадерский резервный полк (приказ по Петроградскому военному округу № 262).
- 2 мая 1918 года — резервный полк расформирован (приказ Комиссариата по военным делам Петроградской трудовой коммуны № 72).
- 16 мая 1918 год — действующий полк расформирован (приказ Комиссариата по военным делам Петроградской трудовой коммуны № 137).

Был представлен в Добровольческой армии с самого начала: в Первом Кубанском походе участвовали 18 офицеров под своим знаменем во главе с командиром полковником Н. Н. Дорошевичем. Потом их было несколько десятков. Летом 1919 года имел три роты, составляя батальон в 1-м Сводно-гвардейском полку (к августу 1919 года — 3 роты по 50-70 штыков, 18 пулемётов), почти полностью погибший у деревни Дремайловки 25 сентября 1919 года и сведённый в роту; с 12 октября 1919 года — в Сводном полку 2-й гвардейской пехотной дивизии. В Русской Армии с августа 1920 года составлял роту во 2-м батальоне Сводного гвардейского пехотного полка. Потерял в Белом движении 24 офицера (в том числе 19 убиты в боях). Полковое объединение в эмиграции (Париж) к 1931 году насчитывало 48 офицеров и 39 солдат, к 1951 году — 25 человек. Возглавляющий объединение полка — полковник В. П. Лукошков.

### Дислокация
- С 1790 — Санкт-Петербург, Ямская слобода.
- С 1800 — Санкт-Петербург, набережная реки Фонтанки у Семёновского моста.
- С 1811 — Санкт-Петербург, Петровские (Гренадерские) казармы (Петроградская наб., 44, наб. р. Карповки, 2, Казарменный пер., 1, ул. Чапаева, 24-30). 1803—1807 гг., арх. Л. Руска. Памятник архитектуры Федерального значения. Комплекс памятников включает в себя госпиталь, конюшни, офицерский корпус, солдатский корпус, кузницу, манеж, школу.

## Шефы полка
Шефы или почётные командиры полка:
- 10.07.1775 — 06.11.1796 — Императрица Екатерина II (полковник)
- 16.01.1797 — 11.03.1801 — Император Павел I
- 12.03.1801 — 19.11.1825 — Император Александр I
- 14.12.1825 — 18.02.1855 — Император Николай I
- 19.02.1855 — 01.03.1881 — Император Александр II
- 02.03.1881 — 21.10.1894 — Император Александр III (2-й шеф с 28.10.1866)
- 02.11.1894 — 04.03.1917 — Император Николай II

## Командиры полка
(Командующий в дореволюционной терминологии означал временно исполняющего обязанности командира. С 1820-х годов должности командира гвардейского полка соответствовал чин генерал-майора, и при назначении на эту должность полковников они оставались командующими до момента своего производства в генерал-майоры).
- 30.03.1756[11] — 01.06.1758 — полковник Языков, Степан Антипович
- 01.06.1758 — хх.09.1758 — полковник князь Козловский, Михаил Семёнович
- хх.09.1758 — 02.04.1762 — полковник Маслов, Алексей Михайлович
  - 1762—1763 — командующий подполковник Бестужев, Никита Сергеевич
- 17.04.1763 — 02.08.1770 — полковник (с 19.09.1769 бригадир) Озеров, Семён Петрович
- 18.08.1770 — 27.07.1776 — полковник (с 10.07.1775 вице-полковник) граф Воронцов, Семён Романович
- 21.08.1776 — хх.хх.1784 — флигель-адъютант вице-полковник Уваров, Александр Фёдорович
- хх.хх.1784 — 01.09.1788 — флигель-адъютант вице-полковник Уваров, Семён Фёдорович
- 03.10.1788 — 17.05.1797 — генерал-майор (с 01.01.1795 генерал-поручик) Берхман, Пётр Фёдорович
- 17.05.1797 — 11.08.1798 — генерал-адъютант генерал-майор (с 18.06.1798 генерал-лейтенант) Баратынский, Абрам Андреевич
- 11.08.1798 — 01.11.1798 — генерал-майор Ливен, Карл Андреевич
- 01.11.1798 — 16.11.1799 — генерал-майор Куприянов, Евдоким Фёдорович
- 16.11.1799 — 20.12.1807 — генерал-майор Лобанов, Василий Михайлович
- 20.12.1807 — 20.11.1808 — полковник Зеленин, Александр Степанович
- 20.11.1808 — 15.05.1809 — генерал-майор Лобанов, Василий Михайлович
- 28.05.1809 — 07.04.1817 — генерал-майор (с 15.09.1811 генерал-адъютант, с 31.10.1812 генерал-лейтенант) граф Строганов, Павел Александрович
- 06.07.1817 — 20.01.1820 — генерал-майор Желтухин, Пётр Фёдорович
  - 20.01.1820 — 01.04.1820 — командующий полковник Шварц, Фёдор Ефимович
- 01.04.1820 — 15.12.1825[12] — полковник (с 15.12.1825 флигель-адъютант) Стюрлер, Николай Карлович
  - хх.12.1825 — 27.02.1826 — командующий полковник Шипов, Иван Павлович
- 17.02.1826 — 17.09.1828[13] — генерал-майор Фрейтаг, Иван Фёдорович
- 23.09.1828 — 02.04.1833 — полковник (с 12.12.1828 генерал-майор) Шипов, Иван Павлович
- 02.04.1833 — 03.05.1833 — командующий генерал-майор фон Моллер, Александр Фёдорович
- 03.05.1833 — 01.03.1836[14] — генерал-майор Николаев, Никита Иванович
- 06.12.1836 — 08.06.1846[15] — генерал-майор князь Волконский, Пётр Григорьевич
- 08.06.1846 — 19.04.1853 — генерал-майор Саллос, Иван Егорович
- 19.04.1853 — 06.12.1857 — генерал-майор Кафтырев, Николай Яковлевич
- 06.12.1857 — 30.08.1862 — флигель-адъютант полковник (с 30.08.1858 генерал-майор Свиты Е.И.В.) Чебышёв, Николай Дмитриевич
- 30.08.1862 — 15.08.1863 — генерал-майор Своев, Владимир Никитич
- 30.08.1863 — 21.06.1872 — полковник (с 19.04.1864 генерал-майор, с 13.04.1870 в Свите Е.И.В.) Шильдер-Шульднер, Юрий Иванович
- 21.06.1872 — 24.09.1876 — флигель-адъютант полковник (с 30.08.1872 генерал-майор Свиты) барон Зедделер, Логин Логинович
- 24.09.1876 — 14.11.1888 — флигель-адъютант полковник (с 18.12.1877 генерал-майор Свиты) Любовицкий, Юлиан Викторович
- 14.11.1888 — 09.11.1898 — полковник (с 30.08.1889 генерал-майор) Логинов, Пётр Петрович[болг.]
- 09.11.1898 — 04.04.1901 — генерал-майор Брилевич, Александр Васильевич
- 20.06.1901 — 28.11.1904 — генерал-майор Рагозин, Александр Николаевич
- 15.12.1904 — 15.04.1907 — генерал-майор Ганенфельдт, Михаил Павлович
- 15.04.1907 — 24.06.1909 — генерал-майор Архипов, Николай Александрович
- 29.07.1909 — 15.11.1914 — генерал-майор Бутович, Василий Васильевич
- 19.11.1914 — 21.12.1915 — полковник (с 22.04.1915 генерал-майор) Рыльский, Константин Иосифович
- 28.01.1916 — 01.07.1916 — генерал-майор Гришинский, Алексей Самойлович
- 07.07.1916 — 08.06.1917 — полковник (с 16.07.1916 генерал-майор) Швецов, Андрей Александрович
- 08.06.1917 — 22.08.1917[16] — командующий полковник Илинский, Георгий Петрович
- 18.09.1917 — 04.12.1917 — командующий полковник Дорошевич, Николай Николаевич

## Знаки отличия
- Полковое Георгиевское знамя с юбилейной Андреевской лентой и надписями под орлом: «1756-1856» и по краям «За отличие при поражении и изгнание неприятеля из пределов России 1812 г.». Высочайший приказ от 13 апреля 1813 г.; высочайшая грамота от 30 апреля 1856 г. Такие знамёна были в каждом из шести батальонов полка.
- Две серебряные трубы с надписью «За взятие города Берлина 28 сентября 1760 г.».
- Знаки на головные уборы с надписью «За Горный Дубняк 12 Октября 1877 года», пожалованные высочайшим приказом от 17 апреля 1878 года.
- Отличительный аксельбант, пожалованный в 1775 году.

## Нагрудные знаки
- От 13 апреля 1906 года в честь 150-летнего юбилея полка в виде трёхлучевой гренады в обрамлении лавровых и дубовых листьев.
- От 20 июня 1909 года в виде креста «Virtuti Militari», чёрной эмали с золотыми ободками и золотыми шариками на концах. В центре на малиновом фоне серебряный орёл, окружённый венком из зелёных лавровых листьев.

## Известные люди, служившие в полку
- Богданов, Иван Александрович, советский генерал-лейтенант, погибший в Великой Отечественной войне. В Первую мировую войну воевал в полку рядовым и унтер-офицером.
- Кочетков, Василий Николаевич, «солдат трёх императоров».
- Рузский Николай Владимирович, генерал-адъютант, генерал от инфантерии, георгиевский кавалер. В годы Первой мировой войны командовал Северо-Западным и Северным фронтами, сыграл ключевую роль в отречении от престола императора Николая II[17].